# Pädagogische Hochschule Leipzig

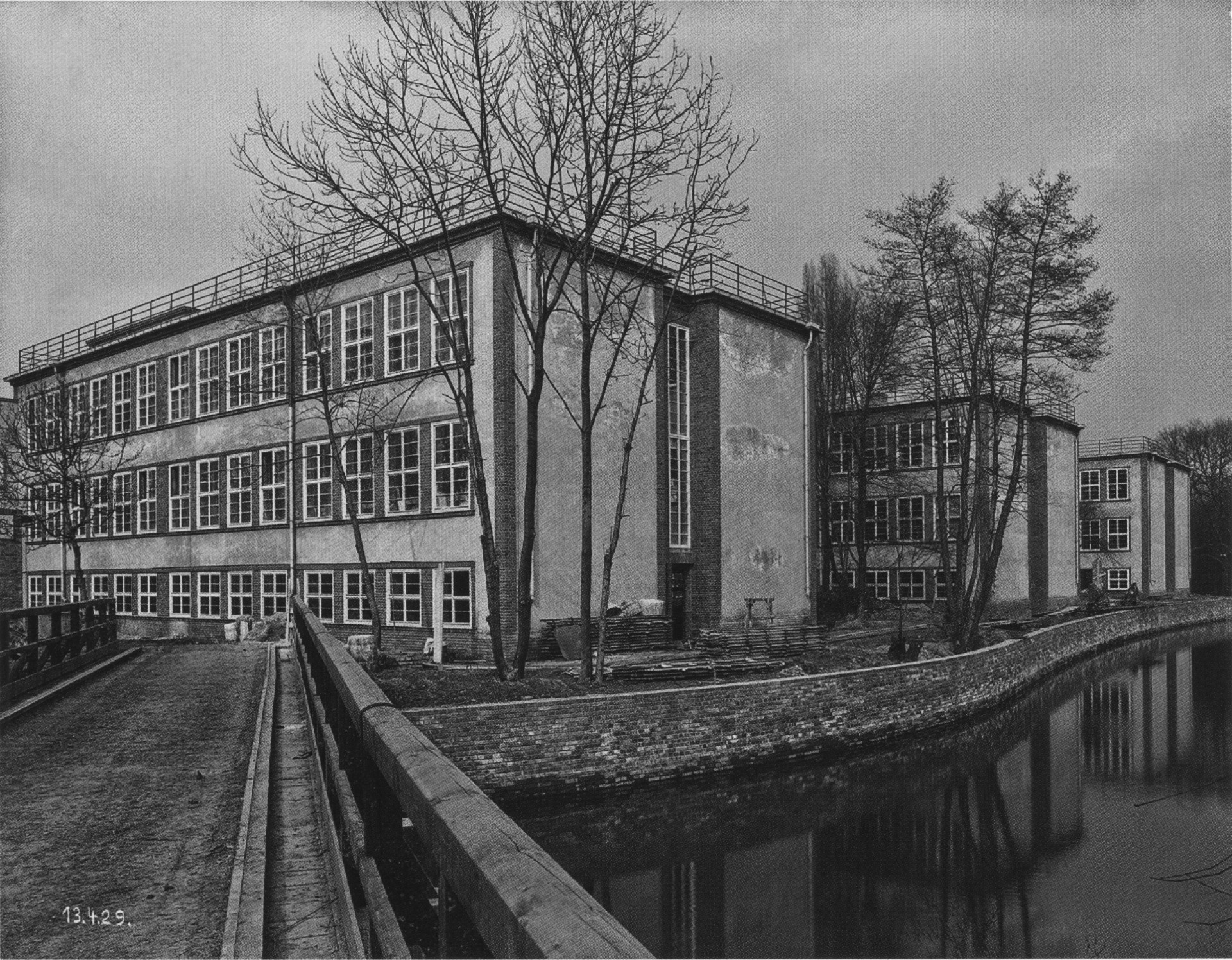
Die alte Max-Klinger-Schule in der Karl-Heine-Straße (1929)

Die Pädagogische Hochschule Leipzig „Clara Zetkin“ war eine Hochschule mit Promotionsrecht im Bezirk Leipzig, seit 1990 in Sachsen, die vornehmlich der Ausbildung von Lehrern für Oberschulen, ab 1990 kurzzeitig auch für die Unterstufe bzw. Grundschule diente. Die Pädagogische Hochschule Leipzig bestand von 1972 bis 1992, 1990 entfiel der Namenszusatz.

## Geschichte
1952/53 wurde in Leipzig unter Karl Kögler (bis 1958) ein Pädagogisches Institut (PI) zur Lehrerausbildung für die Mittelstufe (4.–8. Klasse) nach der „Verordnung über die Neuregelung der Ausbildung der Lehrer an den allgemeinbildenden Schulen“ gegründet. Im Schulgebäude der ehemaligen Max-Klinger-Schule in der Karl-Heine-Straße 22b nahm es seinen Sitz.
Mit der Einführung der Polytechnischen Oberschule in der DDR im Jahr 1959 stieg die Schuldauer auf in der Regel 10 Schuljahre, und damit wuchsen auch die Ansprüche an die Lehrerausbildung. In diesem Zusammenhang wurde bereits 1958 die Studiendauer für Diplomlehrer auf vier Jahre angehoben. Eine weitere Erhöhung der Regelstudienzeit auf fünf Jahre erfolgte im Jahr 1982, wobei Schulpraktika mit einbezogen wurden. Zeitgleich mit weiteren Pädagogischen Instituten in der DDR wurde das Leipziger PI am 1. September 1972 zur Pädagogischen Hochschule (PH) erhoben, die den Dr. päd. und ab 1977 auch den Dr. phil. verleihen konnte.
Am 1. September 1990 wurde das Institut für Lehrerbildung Leipzig (Grundschullehrerbildung) in die Pädagogische Hochschule Leipzig integriert. Am 30. September 1992 erfolgte die Integration der PH Leipzig in die Erziehungswissenschaftliche Fakultät der Universität Leipzig.

## Lehre und Forschung
Fachlicher Schwerpunkt der Hochschule war die akademische Ausbildung von Lehrkräften für Oberschulen in den Fächern Deutsch, Russisch, Geschichte und Staatsbürgerkunde. Die Wissenschaftler der PH Leipzig betrieben neben der Lehre auch Forschung im pädagogischen Bereich sowie in den als Schul- bzw. Studienfach gelehrten Wissenschaften (Germanistik, Slawistik, Gesellschaftswissenschaften). Sie publizierten ihre Ergebnisse sowohl in der von der Hochschule selbst herausgegebenen Wissenschaftlichen Zeitschrift als auch in internationalen Fachzeitschriften und Monographien.

### Philologie (Linguistik und Literaturwissenschaft)
Mit dem Ziel der bestmöglichen Ausbildung von Lehrern in den Fächern Deutsch und Russisch für die gesamte DDR erfolgte an der Pädagogischen Hochschule Leipzig eine umfangreiche Forschung in den Bereichen deutsche und russische Sprach- und Literaturwissenschaften.

### Pädagogik/Erziehungswissenschaft, Unterrichtsforschung, Kommunikation
An der PH Leipzig gab es eine Forschung zur offiziell abgelehnten Reformpädagogik (Christa Uhlig nach der Habilitation 1980 in Leipzig bis 1986) und ein „Interdisziplinäres Zentrum Unterrichtsforschung/Kommunikation“ unter Edgar Rausch (1928–2016).

### Geschichte und Gesellschaftswissenschaften
Der Historiker Joachim Müller (1926–2007) war Leiter der Forschungsgruppe „Proletarische Frauenbewegung“ beim ZK der SED. Unter Joachim Müller bestand außerdem eine Forschungsgemeinschaft „Geschichte des Kampfes der Arbeiterklasse um die Befreiung der Frau“, die die Tradition Clara Zetkins fortsetzen sollte. Auch gab es eine Forschungsgruppe „Kritik Bürgerlicher Philosophie“ unter Herbert Mahr.

## Persönlichkeiten

### Rektoren
- 1952–1958: Karl Kögler (Direktor des Pädagogischen Institutes)
- 1958–1965: N.N.
- 1965–1981: Theodor Heidrich (1965–1972: Rektor des Pädagogischen Institutes; ab 1972: Rektor der Pädagogischen Hochschule)
- 1981–1989: Joachim Müller
- 1989–1991: Horst Hesse (1935–2018), Erziehungswissenschaftler
- 1991–1992: Wolfgang Brekle

### Hochschullehrer
Der Dekan der Philosophischen Fakultät 1987–1990 war der Linguist und Slawist Rudolf Kühnl.
Der langjährige Rektor (1965–1981) Theodor Heidrich (1925–2007) war ein auch nach 1990 gefragter Autor von Lehrmaterialien für den deutschen Sprachunterricht.

## Auszeichnungen
Der Slawist Karlheinz Kasper (* 1933) erhielt im Jahr 1981 die Auszeichnung Verdienter Hochschullehrer der DDR.
Im Jahr 1984 erhielt Wolfgang Feige die Auszeichnung Verdienter Hochschullehrer der DDR im Fach Staatsbürgerkunde. Er hatte DDR-weit einen Namen für seine Unterrichtshilfen.

## Periodika
- Wissenschaftliche Studien der Pädagogischen Hochschule „Clara Zetkin“ Leipzig, 1972–1975.
- Wissenschaftliche Zeitschrift der Pädagogischen Hochschule („Clara Zetkin“) Leipzig, 1975–1992.
- Mitteilungsblatt der Forschungsgemeinschaft „Geschichte des Kampfes der Arbeiterklasse um die Befreiung der Frau“, 1970–1989.

## Belege
1. ↑  Oskar Anweiler: Schulpolitik und Schulsystem in der DDR. Leske und Budrich, Opladen 1988, ISBN 3-8100-0734-X, S. 79–126.
2. ↑  Oskar Anweiler: Bildungspolitik in Deutschland 1945–1990 : ein historisch-vergleichender Quellenband. Leske und Budrich, Opladen 1990, ISBN 3-8100-1063-4, S. 127, 202–204.
3. ↑  Wissenschaftliche Zeitschrift der Pädagogischen Hochschule Leipzig, auf deutsche-digitale-bibliothek.de
4. ↑  Christa Uhlig: Die Entwicklung des Bundes Entschiedener Schulreformer und seiner schulpolitischen und pädagogischen Auffassungen. Hrsg.: Akademie der Pädagogischen Wissenschaften. 1980.
5. ↑  Andreas Pehnke: Sozialistische Reformpädagogik und Reformpädagogik im real existierenden Sozialismus. In: Heiner Barz (Hrsg.): Handbuch Bildungsreform und Reformpädagogik. Springer, Wiesbaden 2018, S. 65–79, bes. 76.
6. ↑  Biographisches Handbuch der SBZ/DDR. G. Baumgartner, D. Hebig, 1996, S. 569, abgerufen am 31. Dezember 2018.
7. ↑  Herbert Mahr (Ltr.): Philosophische Grundlagen bürgerlicher Erziehungskonzeptionen. Hrsg.: PH Leipzig, Forschungsgruppe "Kritik bürgerlicher Philosophie". Berlin 1979.
8. ↑  Wilfried Kürschner: Linguisten-Handbuch. Band 1. Narr, Tübingen 1994, S. 515 (eingeschränkte Vorschau in der Google-Buchsuche).
9. ↑  Theodor Heidrich. In: Sächsische Biografie. Abgerufen am 1. Januar 2019.